# Premi Godó de reporterisme i assaig periodístic
El Premi Godó de reporterisme i assaig periodístic és un guardó creat l'any 2010 pels grups editorials Godó i 62 per reconèixer els treballs periodístics que destaquin en aquest gènere. Segons indiquen els convocants, amb aquest premi volen "ajudar a veure el periodisme d'investigació i el reporterisme com una garantia per aprofundir en la democràcia".

## Guardonats
- I edició (2010): Plàcid Garcia-Planas, pel llibre  Jazz al despatx de Hitler.[2] El jurat estava format per Josep Maria Castellet (president), Salvador Giner, Xavier Folch, Alfredo Abián, Llàtzer Moix, Sergio Vila-Sanjuán i Màrius Carol (secretari).[1][2]
- II edició (2011): Antoni Pou Pujades, pel llibre  On el dia dorm amb els ulls oberts.
- III edició (2013): Enric Canals i Cussó, pel llibre  Pujol Catalunya.[2]
- IV edició (2014): Carles Casajuana i Palet, pel llibre  Les lleis del castell.[3][2]
- V edició (2015): Carles Porta i Gaset, pel llibre  Li deien pare.[2]